# Konrad Latte
Konrad Latte (ur. 5 maja 1922 we Wrocławiu, zm. 21 maja 2005 w Berlinie) – niemiecki muzyk pochodzenia żydowskiego.
Urodził się i dorastał w rodzinie zasymilowanych Żydów, po wejściu w życie ustaw norymberskich jego rodzina była prześladowana. W 1943 udało mu się przedostać do Berlina, jego siostra Gabi zmarła na szkarlatynę, a rodzice zginęli w Auschwitz. Do końca wojny przebywał w ukryciu, do grona jego znajomych należeli kompozytor Gottfried von Einem, pastor Harald Poelchau, pianista Edwin Fischer, dyrygent Leo Borchard, dziennikarka Ruth Andreas-Friedrich i Anne-Lise Haich. Po zakończeniu wojny pracował jako akompaniator pianistów, a od 1949 do 1952 był dyrygentem w Cottbus, a następnie przez rok zajmował stanowisko dyrektora muzycznego w Budziszynie. W 1953 powrócił do Berlina, gdzie stworzył Berlin Baroque Orchestra, którą prowadził do 1997.